# Hamer van Sint-Maarten

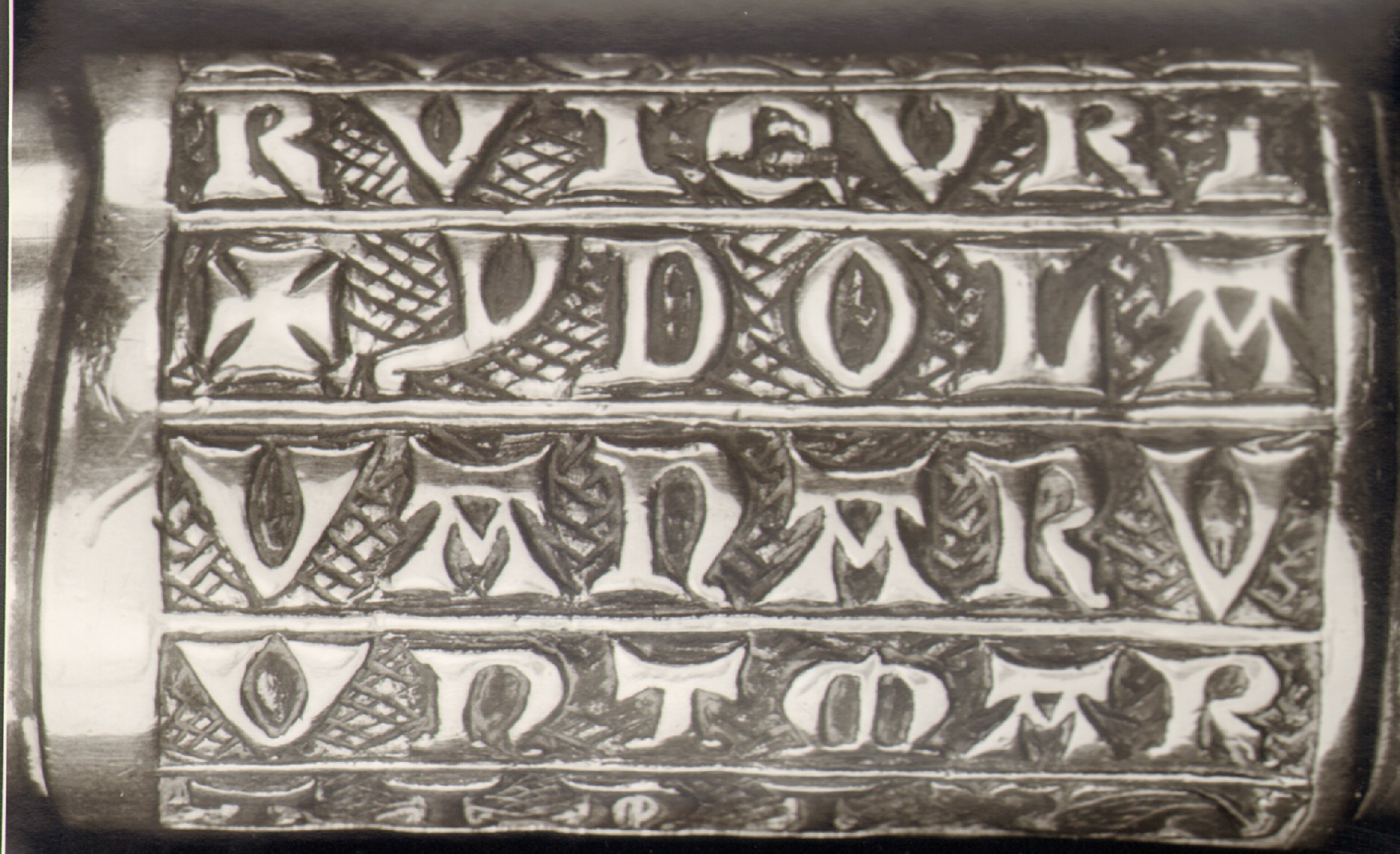
Detailopname inscriptie.

De Hamer van Sint-Maarten is een prehistorische groen granieten kop van een strijdbijl uit circa 1000 v. Chr, die in de 13e eeuw werd gekerstend door hem van een steel te voorzien met grotendeels een vatting van bewerkt zilver.
De Hamer van Sint-Maarten werd een reliek en maakte eeuwenlang deel uit van de Utrechtse Domschat, waarin hij in een inventarislijst uit 1498 en 1571 "maleus beati Martini" werd genoemd. In de zilveren vatting van de bisschopshamer werd destijds een Latijnse inscriptie aangebracht met de tekst;
"Ydola vana ruunt Martini cesa securi nemo deos credat qui sic fuerant ruicuri".
"De afgodsbeelden storten neer, getroffen door de bijl van Sint-Maarten. Laat niemand geloven dat zij goden zijn, die zo gemakkelijk neerstorten."
In een legende werd verhaald dat de bijl van Martinus van Tours (Sint-Maarten) was geweest en dat hij daarmee de duivel had geslagen. In een andere legende had hij deze bijl gebruikt om de heidense tempels en 
afgodsbeelden mee te verwoesten. Sulpicius Severus heeft in circa 400 een hagiografie over Martinus van Tours geschreven. Hierin staat onder meer beschreven hoe hij op verschillende plaatsen vele tempels, altaren en afbeeldingen vernielde.
Er is nog een andere legende dat met deze bijl Bonifatius bij Dokkum zou zijn gedood.
Vandaag de dag bevindt de Hamer van Sint-Maarten zich in de collectie van het Museum Catharijneconvent te Utrecht. In 2011 werd een replica ervan vervaardigd voor het Drents Museum. Het voorwerp beoogt daar de positie destijds van de bisschop van Utrecht als landsheer over Drenthe uit te beelden. Van de bijlkop wordt bovendien vermoed dat die uit Drenthe afkomstig is.